# Gjethuset
Denna artikel handlar om Gjethuset i Fredriksværk. För Gjethuset i Köpenhamn, se Gjethuset, Köpenhamn
Gjethuset är en tidigare fabrikslokal och numera ett konsert- och kulturhus i Frederiksværk på Själland i Danmark.
Gjethuset uppfördes i etapper 1761–1763 och 1766–1767 av Johan Frederik Classen för att bli verkstad för gjutning av kanoner. Arkitekter är möjligen den kunglige byggnadsinspektören Nicolai Eigtved och hans efterträdare Laurids de Thurah. Den södra flygeln var lagerlokal för koppar, tenn och annat material,  och i den norra flygeln fanns en formkammare och en lagerlokal för de färdiga kanonerna. Ordet “gjet” kommer från tyska “giessen”, som betyder gjuta. 
Gjethuset övertogs för civilt industriellt bruk 1858 av gjuteriägaren Anker Heegaard (1815–1893) och övertogs 1921 av järngjuteriet Lange & Co. A/S, från 1929 ingående i De Forenede Jernstøberier. Detta företag hade där gjuteri och maskinverkstad till 1971, då Frederiksværks kommun köpte byggnaden.
Byggnaden restaurerades under 1980-talet och invigdes som kulturhus 1990.

## Bildgalleri

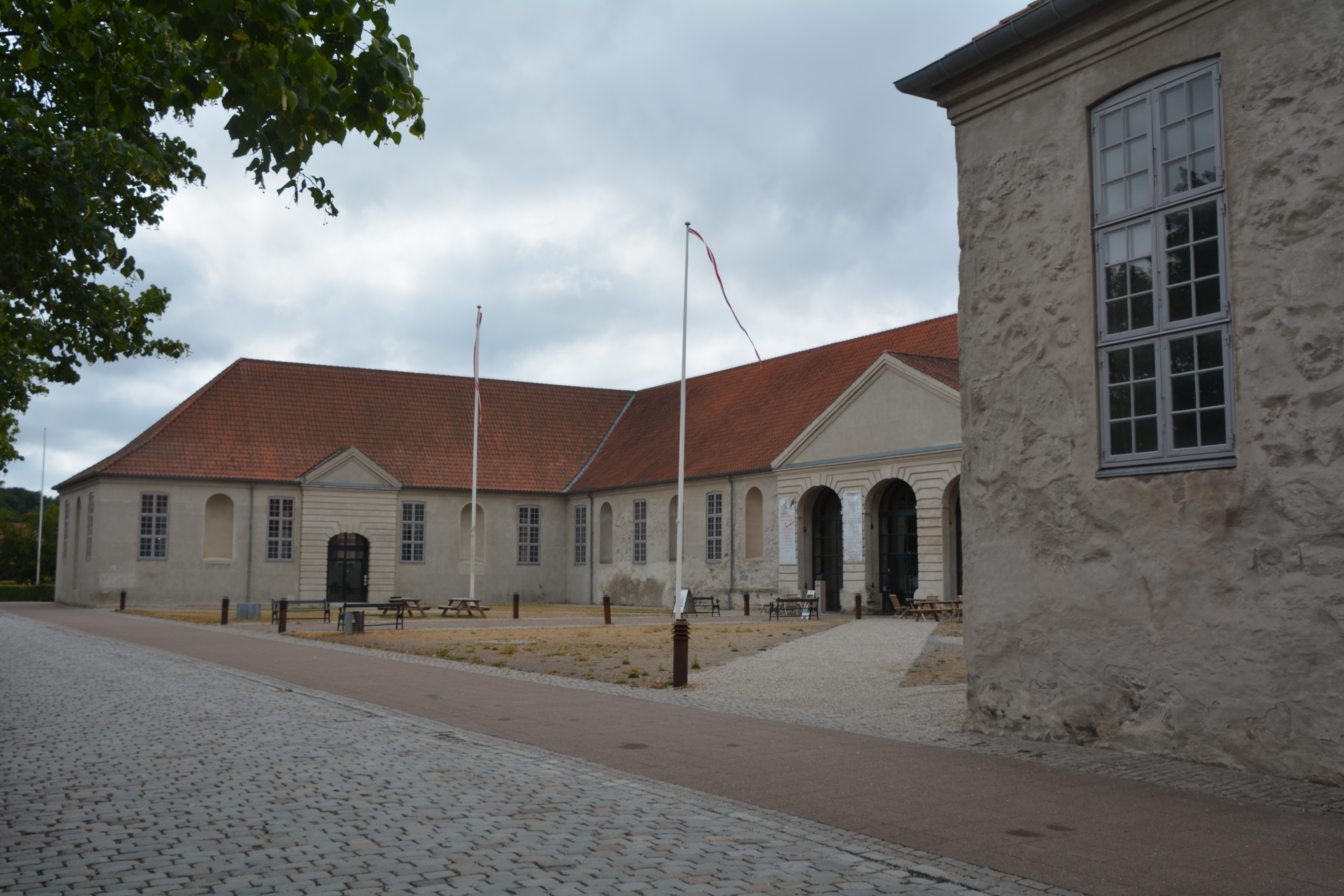
Gjethuset
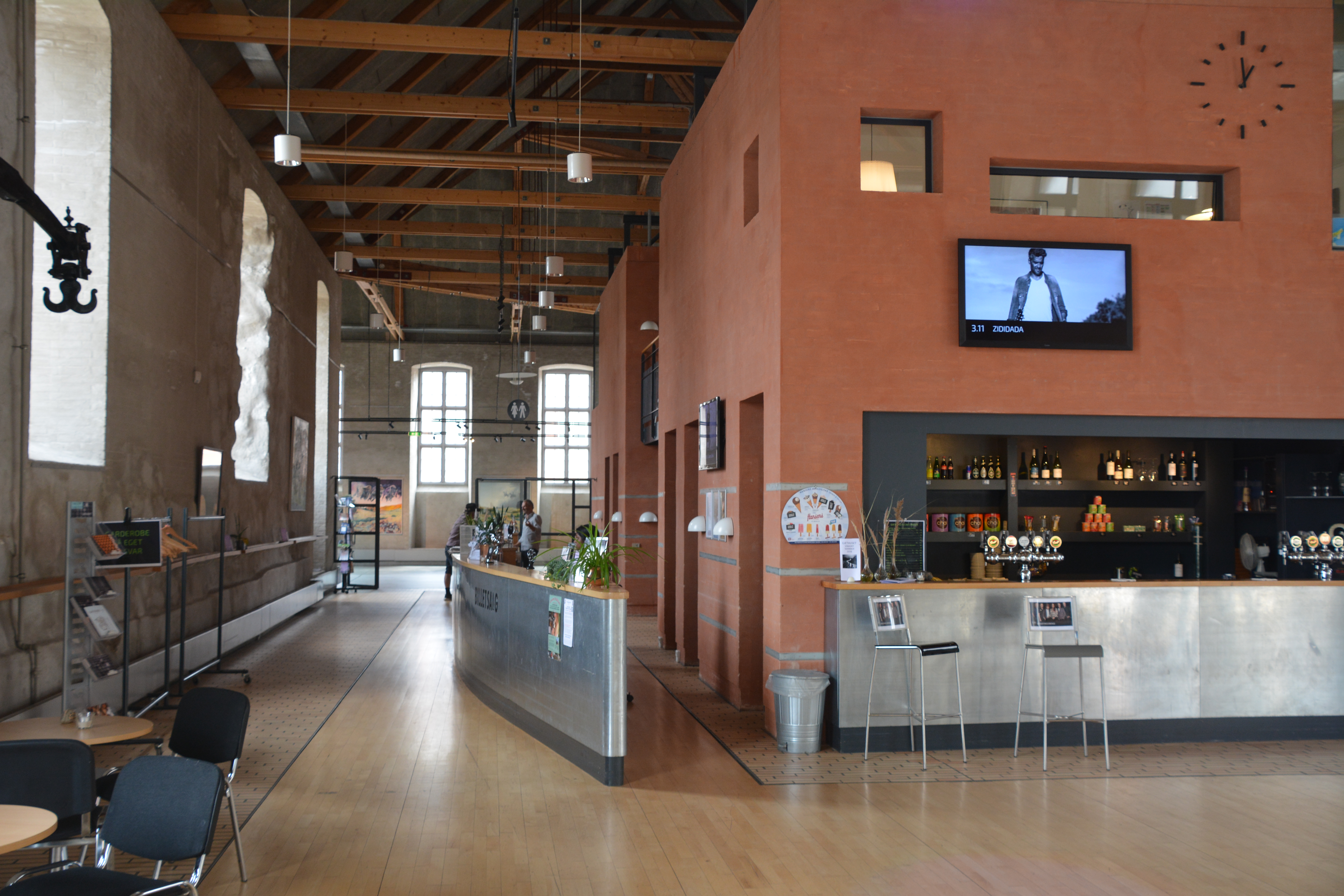
Gjethuset, interiör